# Alana Bremner
Alana Jane Bremner (Christchurch, 10 febbraio 1997) è una rugbista a 15 neozelandese, terza linea ala delle Matatū nel Super Rugby femminile e campionessa del mondo nel 2022 con le Black Ferns.

## Biografia
Cresciuta insieme alla sua sorella maggiore Chelsea a Little River, centro della penisola di Banks, in una famiglia attiva nell'industria laniera (il loro padre è un tosatore), Alana Bremner iniziò a giocare a rugby a 5 anni mentre sua sorella si dedicava al netball.
Alana Bremner si formò nel Banks Peninsula RC, club dove suo padre in passato aveva militato; successivamente praticò rugby giovanile a scuola e divenne elemento fisso della squadra seniores all'Università di Lincoln, città a circa 20 km da Christchurch, di cui divenne capitano, mentre nel 2014 entrò nella squadra provinciale di Canterbury.
Con Canterbury Bremner vinse quattro campionati provinciali consecutivi dal 2017 al 2020 più un quinto nel 2022, con una personale performance di 8 mete nel 2020, miglior marcatrice della squadra al termine di una stagione senza sconfitte.
Nel 2020 fu selezionata nelle NZ Barbarians per disputare un incontro con la Nuova Zelanda femminile seniores, in cui, singolarmente, era stata convocata sua sorella Chelsea.
Benché Chelsea avesse debuttato nelle Black Ferns prima di lei, fu Alana a disputare il primo test match internazionale con la squadra in maglia nera, contro l'Inghilterra ad Exeter il 31 ottobre 2021; nonostante la sconfitta, fu un debutto con meta.
Nel 2022 Alana Bremner fu messa sotto contratto dalla neoistituita franchise delle Matatū, che opera nella zona di Christchurch, e fu inclusa nella rosa che prese parte alla Coppa del Mondo 2021, in programma a ottobre e novembre 2022 causa slittamento di un anno imposto dalla pandemia di COVID-19; nella competizione marcò nei quarti di finale contro il Galles e costituì, insieme a Chelsea, la sesta coppia di sorelle a essere scese in campo contemporaneamente per le Black Ferns.
Ha rinnovato il suo impegno per la stagione 2023 di Super Rugby.

## Palmarès
- Coppe del mondo: 1
Nuova Zelanda: 2021
- Super Rugby Aupiki: 1
Matatū: 2023
- Farah Palmer Cup: 5
Canterbury: 2017, 2018, 2019, 2020, 2022